# 尼斯洋葱塔
尼斯洋葱塔(法语：Pissaladière，法語發音：[pisaladjɛʁ])是源自南法的一种类似于披萨的熟食，常见于尼斯、马赛、土伦等城市以及瓦尔地区。在意大利的利古里亚大区，特别是因佩里亞省也很流行。一般认为尼斯洋葱塔是在亞維農教廷时期经由罗马厨师引进的。尼斯洋葱塔可以被算作是“白披萨”的一种，因为做法中不用到番茄。制作尼斯洋葱塔所用的面团是面包面团，比通常用来做意大利披萨的面团要韧一些（尽管有时也用做馅饼的脆酥皮替代）。主要的馅料是煮到近似糊状的洋葱，以及橄榄、大蒜和腌鳀鱼（Anchoire）或鳀鱼酱（Pissalat）。它与披萨的主要区别是不用到奶酪（意大利因佩里亚省的圣雷莫市的做法则会加一些莫萨里拉奶酪）。尼斯洋葱塔一般用作头盘开胃菜，食店一般在早晨制作并贩卖尼斯洋葱塔。

## 词源
法语中的尼斯洋葱塔：“Pissaladière”一词来源于奥克语中的peis，该词源自拉丁语中的piscis。后来演变为pissalat（即尼斯语中peis salat，意为咸腌鱼）。

## 制作
除了用面包面团做成的底部面皮以外，最重要的部分是作为馅料基底的洋葱糊。洋葱糊是将洋葱长时间地小火水煮做成类似泥状的状态，一般需要90分钟到2小时30分钟的慢煮过程。为了不产生糊底或焦化，需要十分小心地用高压锅烹制，而不应当使用煎锅。
尼斯洋葱塔不仅仅是得名于面包面团和洋葱。最独特的成分是腌制的鳀鱼或鳀鱼酱。鳀鱼酱不仅是将腌鳀鱼做成泥状，还需要加入盐、黑胡椒、橄榄油、桂皮和丁香等成分。 